# Christopher Wheeldon

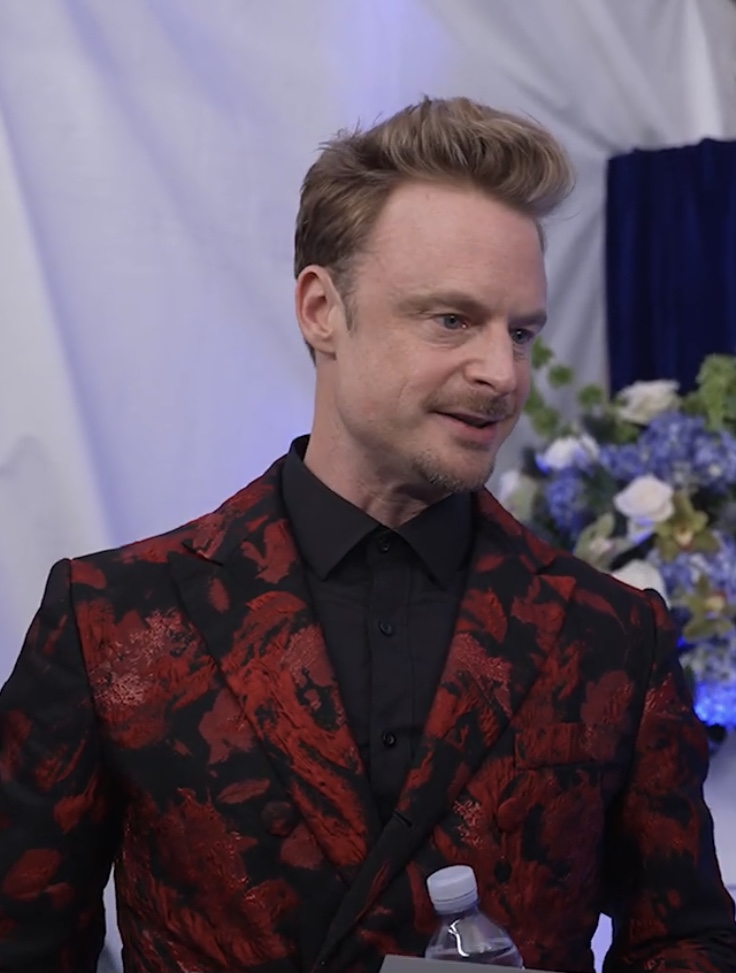
Christopher Wheeldon, 2022

Christopher Wheeldon (* 22. März 1973 in Yeovil, Somerset, England) ist ein britischer Balletttänzer und Choreograph.

## Leben und Wirken
Wheeldon trat 1991 in das Corps de ballet des Royal Ballet ein, wo er zwei Jahre verbrachte. Auf einer Reise nach New York City bewarb er sich beim New York City Ballet (NYCB) und trat 1993 in das Corps ein, bald wurde er zum Solisten befördert.
Bald erhielt Wheeldon Einladungen von anderen Balletttruppen wie dem San Francisco Ballet, dem Colorado Ballet und dem Boston Ballet. Ende 1999 wurde er zum ersten Gastchoreografen des Boston Ballet ernannt.
2007 gründete Wheeldon in Zusammenarbeit mit der ehemaligen NYCB-Solotänzerin Lourdes Lopez die Ballettkompanie Morphoses/The Wheeldon Company. Lopez übernahm die Leitung, als Wheeldon die Truppe 2010 verließ.
2012 wurde Wheeldon in die American Academy of Arts and Sciences gewählt.
Seit 2013 ist Wheeldon mit dem Yoga-Lehrer Ross Rayburn verpartnert.